# Адольф Вальтух
Адольф Валтух LRCP (19 травня 1837, Одеса — 25 листопада 1907, Манчестер) — англійський лікар і шаховий письменник єврейського походження. Він був відомий як успішний практик і як плідний автор медичних праць.

## Біографія
Вальтух народився в єврейській родині в Одесі. Він отримав ступінь доктора медицини в Київському університеті в 1860 році, після чого близько двох років практикував у своєму рідному місті, а потім поїхав до Праги, щоб отримати кращий клінічний досвід. У Празі він був однокурсником Морелла Маккензі. Звідти Волтач приїхав до Лондона, де в 1863 році отримав кваліфікацію LRCP у лікарні Middlesex.
Потім Валтух оселився в Манчестері як практикуючий лікар. Він стане лікарем-консультантом єврейської лікарні Вікторії в Манчестері, почесним лікарем диспансеру Халма, президентом Манчестерського клінічного товариства та Манчестерської медико-етичної асоціації. Він був одним із засновників Манчестерського кремаційного товариства і часто читав лекції з гігієни та наукових та історичних предметів.
Завзятий шахіст, Валтух редагував шахову колонку в Manchester Weekly Times і заснував кілька шахових клубів у місті. Його син, Віктор Валтух, став відомим шаховим майстром.
Адольф помер у своїй резиденції в Рашольмі, Манчестер, 25 листопада 1907 року. У нього залишилася дружина Анна (до шлюбу Гольдшмідт) і семеро дітей.